# The Path She Chose
The Path She Chose er en amerikansk stumfilm fra 1920 af Phil Rosen.

## Medvirkende
- Anne Cornwall som Virginia
- J. Farrell MacDonald
- Claire Anderson
- Genevieve Blinn
- Dagmar Godowsky som Marie
- Kathleen O'Connor som Tess
- Edward Coxen som Parker
- William Moran som Frank
- Harry Schumm